# 川合組
川合組（かわいぐみ）は、岐阜県大垣市に本部を置く暴力団。指定暴力団・六代目山口組の四次団体。三代目弘道会野内組二代目川合組。

## 歴代組長
- 初代 - 川合康允（六代目山口組舎弟）[1]
- 二代目 - 北村和博（三代目弘道会若中・野内組若頭）